# Henk Rogers
Henk Rogers (n. 24 decembrie 1953, Amsterdam, Țările de Jos) este un designer olandez de jocuri video și antreprenor de origine parțială indoneziană. El este cunoscut pentru producerea primului joc video de rol pe ture din Japonia, The Black Onyx și pentru că a dobândit drepturile de a distribui Tetris pe consolele de jocuri video unde jocul a devenit foarte popular. A fost un fondator al companiei Bullet-Proof Software (acum Blue Planet Software) și al The Tetris Company, care licențiază marca comercială Tetris. El a avut un rol esențial în rezolvarea disputelor de licențiere care au făcut ca Tetris să fie disponibil pe Game Boy. Astăzi, este directorul general al The Tetris Company.

## Carieră
În afară de Tetris și alte activități în domeniul jocurilor video, Rogers a fondat sau co-fondat mai multe organizații și companii orientate spre comunitate și durabilitate.
Prima dintre acestea a fost Blue Planet Foundation, o organizație caritabilă publică 501(c)(3) axată pe activități de avocatură, pe care Rogers a fondat-o în 2007 pentru a crește gradul de conștientizare și a promova acțiunile pentru energia curată în Hawaii. În 2015, fundația a condus campania care și-a propus ca Hawaii să fie primul stat din Statele Unite ale Americii cu o lege a energiei 100% regenerabile.
După aceea, Rogers s-a alăturat fiicei sale Maya Rogers și investitorului local Chenoa Farnsworth pentru a lansa Blue Startups, un accelerator de startup-uri cu sediul în capitala Honolulu, pentru a investi și a încuraja înființarea de companii noi de tehnologie, concentrându-se pe cei care servesc zonele din regiunea Pacificului și/sau mai multe zone de interes vizate.
În 2015, Rogers a fondat Blue Planet Energy, unul dintre cei mai importanți furnizori de sisteme de stocare a energiei (adică, baterii) care alimentează casele, întreprinderile și infrastructura critică. Bateriile litiu-ion de la Blue Planet Energy au o compoziție chimică cu fosfat feros de litiu (LFP) în loc de nichel mangan cobalt (NMC). Rogers consideră că LFP este mai ecologic, datorită faptului că bateriile nu sunt combustibile și nu necesită elemente de pământuri rare.
Rogers este, de asemenea, președinte al Centrului Spațial Internațional Pacific pentru Sisteme de Explorare (PISCES) și fondator al Alianței Internaționale MoonBase, care a dezvoltat Hawaii Space Exploration Analog and Simulation (HI-SEAS), un habitat analog al planetei Marte și al Lunii care are 1.200 de metri pătrați și se află pe Mauna Loa. Misiunea de bază a PISCES este de a dezvolta o industrie aerospațială în Hawaii prin cercetare aplicată, dezvoltarea forței de muncă și inițiative de dezvoltare economică.

## În mass-media
Rogers este interpretat de actorul galez Taron Egerton în filmul din 2023 Tetris. Justin Chang de la Los Angeles Times a criticat distribuția lui Egerton, un actor galez alb de origine engleză, în rolul lui Rogers, care este parțial de origine indoneziană, ca albire.